# Grote saterzandoog
De grote saterzandoog (Satyrus ferula) is een vlinder uit de onderfamilie Satyrinae van de familie Nymphalidae, de vossen, parelmoervlinders en weerschijnvlinders.
De spanwijdte bedraagt 50 tot 60 millimeter. De soort komt voor in Zuid-Europa en Marokko en verder in het gehele zuiden van het Palearctisch gebied tot aan het westen van China. De vlinder vliegt tot een hoogte van 1800 meter boven zeeniveau op open graslanden en open plekken in het bos.
Als waardplanten gebruikt de grote saterzandoog genaald schapengras (Festuca ovina) en vermoedelijk andere soorten Festuca, kortsteel (Brachypodium) en dravik (Bromus). De rups overwintert. De soort vliegt in één jaarlijkse generatie van juni tot augustus.

## Ondersoorten
- Satyrus ferula ferula
- Satyrus ferula alaica Staudinger, 1886
- Satyrus ferula altaica Grum-Grshimailo, 1893
- Satyrus ferula atlantea (Verity, 1927)
- Satyrus ferula cordulina Staudinger, 1886
- Satyrus ferula liupiuschani O. Bang-Haas, 1933
- Satyrus ferula medvedevi Korshunov, 1996
- Satyrus ferula rickmersi van Rosen, 1921